# Hertig Karls rimkrönika
Hertig Karls rimkrönika är en självbiografisk rimkrönika av hertig Karl, som senare blev Karl IX. Den skildrar hertigens tid och liv fram till slutet av 1592, strax efter Johan III:s död. Verket är skrivet kort efter detta. Det har arten av ett utkast och trycktes aldrig under författarens levnad. Det gavs ut i tryck 1759 av Bengt Bergius, tillsammans med Gustav II Adolfs ofullbordade krönika.
Språkprofessorn Carl Ivar Ståhle beskriver rimkrönikan i sin bok Vers och språk i vasatidens och stormaktstidens svenska diktning: "Versen är otymplig och fylld av den höviska krönikeknittelns schabloner, men krönikan fascinerar genom sin frustande energi, egenrättfärdighet och hätskhet".